# Veerappanchatram
Veerappanchatram là một thị xã panchayat của quận Erode thuộc bang Tamil Nadu, Ấn Độ.

## Nhân khẩu
Theo điều tra dân số năm 2001 của Ấn Độ, Veerappanchatram có dân số 72.607 người. Phái nam chiếm 51% tổng số dân và phái nữ chiếm 49%. Veerappanchatram có tỷ lệ 70% biết đọc biết viết, cao hơn tỷ lệ trung bình toàn quốc là 59,5%: tỷ lệ cho phái nam là 76%, và tỷ lệ cho phái nữ là 64%. Tại Veerappanchatram, 10% dân số nhỏ hơn 6 tuổi.